# Праля
Праля (рум. Pralea) — село у повіті Бакеу в Румунії. Входить до складу комуни Кеюць.
Село розташоване на відстані 195 км на північ від Бухареста, 51 км на південь від Бакеу, 128 км на південний захід від Ясс, 117 км на північний захід від Галаца, 109 км на північний схід від Брашова.

## Населення
За даними перепису населення 2002 року у селі проживали 894 особи, з них 891 особа (99,7%) румунів. Усі жителі села рідною мовою назвали румунську.